# Giroux, Indre

Giroux este o comună în departamentul Indre, Franța. În 1 ianuarie 2022 avea o populație de 121 de locuitori.